# 中華帕拉林匹克總會
中華帕拉林匹克總會（IOC编码：TPE）是中華民國一个为肢体残障和视觉残障人士设立的全国性非盈利群众体育社会团体，也是代表中華民國的国家残疾人奥林匹克委员会，为国际残疾人奥林匹克委员会和亚洲残疾人奥林匹克委员会成员。

## 简介
1984年，中華民國殘障體育運動協會成立，1998年立案為中華民國殘障體育運動總會。1992年起，派出代表团参加了第9届夏季残奥会，并由男子柔道运动员林德昌夺得了台灣第一枚残奥銅牌。2022年，更名為中華帕拉林匹克總會。